# Горки (Новгород-Северский район)
Го́рки (укр. Гірки) — село в Новгород-Северском районе Черниговской области Украины. Население — 268 человек. Занимает площадь 0,108 км².
Почтовый индекс: 16080. Телефонный код: +380 4658.

## Власть
Орган местного самоуправления — Дегтярёвский сельский совет. Почтовый адрес: 16080, Черниговская обл., Новгород-Северский р-н, с. Дегтярёвка, ул.